# Vishpala
Vishpala  es una mujer (alternativamente, un caballo) mencionada en el Rigveda..
El nombre probablemente proviene de "asentamiento, aldea" y "fuerte", que significa algo así como "proteger el asentamiento" o "asentamiento fuerte".
Vishpala recibe ayuda en la batalla (alternativamente, en la carrera por el premio) de los Ashvins. Como perdió su pierna "en la noche, en la batalla de Khela" (o "en la carrera de Khela, ansiosa por tomar una decisión"), le dieron una "pierna de hierro" para que pudiera seguir corriendo (1.116.15).
La interpretación como una guerrera en batalla se debe a Griffith (en consonancia con Sayana), la interpretación como una carrera de caballos se debe a Karl Friedrich Geldner.
Como suele suceder en el Rigveda, especialmente en los libros jóvenes 1 y 10 (datados aproximadamente en el año 1200 a. C.), sólo se alude a un mito, y el poeta da por sentado que su audiencia lo conoce, y más allá del hecho de que los Ashvin le dieron a Vishpala una nueva pierna, no ha sobrevivido ninguna información, ni sobre la propia Vishpala ni sobre la "batalla de Khela", o incluso sobre el carácter de Khela (cuyo nombre significa "tembloroso, tembloroso").